# Пещера Пантюхинская
Пантю́хинская (пещера им. В. Пантюхина) — пещера в Абхазии, в Гудаутском районе частично признанной Республики Абхазия, согласно административному делению Грузии — в Гудаутском муниципалитете Абхазской Автономной Республики, на Западном склоне Бзыбского массива Кавказских гор.
Одна из глубочайших пещер мира (8-е место по глубине на 2018 год). Расположена в одном из отрогов Бзыбского хребта (урочище Абац), в толще рифогенных юрских известняков. Исследование пещеры началось в 1979 году. Глубина пещеры — 1508 метра, суммарная длина ходов около 5,5 километра. Абсолютная высота входа: 1786 м. Названа в память крымского альпиниста и спелеолога Вячеслава Пантюхина.

## Сложности прохождения пещеры
Категория сложности 5Б.

## Описание пещеры
Вход в шахту-понор располагается на дне коррозионно-эрозионной долины близ её выхода в зону леса. Полость образует в плане сложную спираль, ориентировка которой контролируется разломом северо-восточного простирания. От входа до глубины 100 м необходимо преодолеть серию внутренних колодцев от 10 до 15 м глубиной. Затем идут более глубокие вертикальные и наклонные колодцы, приводящие на глубину 620 м. Отсюда начинается субгоризонтальная сухая галерея, в дне которой имеется несколько тупиковых колодцев. Галерея принимает боковой приток.
Шахта заложена в нижнемеловых известняках. В полости преобладают обвальные и водные механические отложения (глина).

## История исследования
Шахта обнаружена и исследована Симферопольской комиссией спелеотуризма в 1981—1982 годах (руководитель Г. С. Пантюхин).